# 漢城府

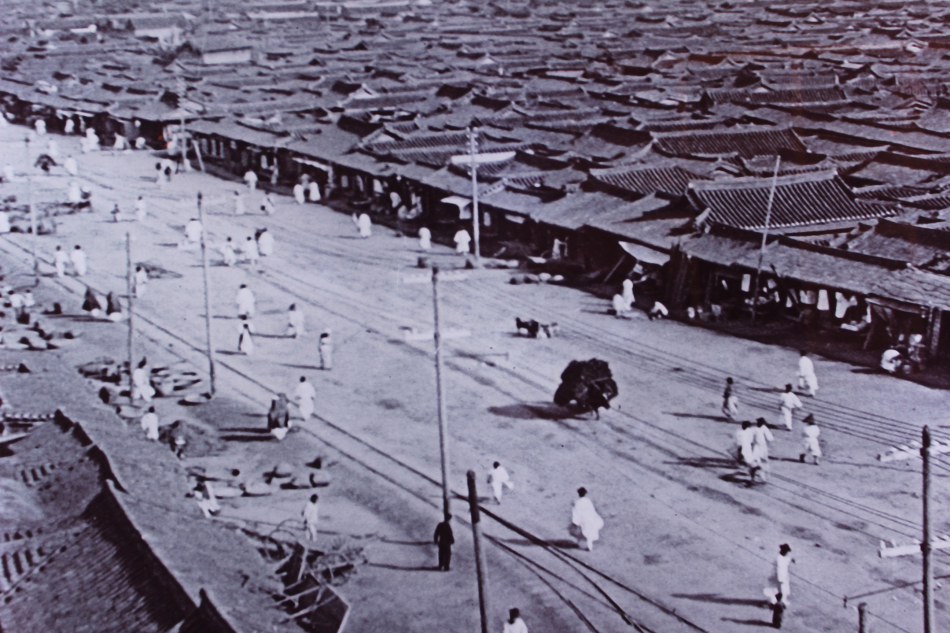
1903年

漢城府（：／ Hanseong bu */?）是朝鲜王朝首都漢城的行政区，即今日朝鲜太祖四年（1395年，明洪武二十八年）六月初六日戊辰，改漢陽府爲漢城府，属京畿道，行政首長是汉城府判尹。
在朝鮮王朝末年，1895年（高宗32年）時期曾經實施的二十三府制，汉城府是其中一個府。範圍包括了原來的漢城郡，以及京畿道的楊州郡、廣州郡、積城郡、抱川郡、永平郡、加平郡、漣川郡、高陽郡、坡州郡及交河郡。